# Пологи (Полтавская область)
Пологи (укр. Пологи) — село,
Пологовский сельский совет,
Новосанжарский район,
Полтавская область,
Украина.
Код КОАТУУ — 5323484401. Население по переписи 2001 года составляло 534 человека.
Является административным центром Пологовского сельского совета, в который, кроме того, входят сёла
Лысовка и Стрижевщина.

## Географическое положение
Село Пологи находится на краю большого болота, примыкает к селу Малая Перещепина, в 1,5 км расположено село Писаревка.

## История
- 1859 — дата основания. Административно входило в состав Константиноградского уезда Полтавской губернии.

## Экономика
- АФ «Аршица».

## Объекты социальной сферы
- Детский сад.
- Школа I—II ст.
- Фельдшерско-акушерский пункт.
- Клуб.
- Музей истории села «Берегиня».